# Stratfor
Strategic Forecasting, Inc., (Stratfor) – prywatna agencja wywiadu, założona w 1996 w Austin w stanie Teksas przez George’a Friedmana. Nazywana niekiedy cieniem CIA.
Zajmuje się opracowywaniem wszelkiego rodzaju analiz i raportów na potrzeby klientów prywatnych, a także niektórych agend rządu Stanów Zjednoczonych (m.in. CIA). Najwyżej cenionym produktem Stratforu jest raport dzienny (ang. daily intelligence briefing), stanowiący niekiedy jedno z podstawowych źródeł informacji o zagrożeniach bezpieczeństwa światowego.